# Ергиев, Иван Дмитриевич
Иван Дмитриевич Ергиев (род. 4 марта 1960 года в Одессе) — украинский баянист, педагог. Доктор искусствоведения (2016). Заслуженный артист Украины (2002). Народный артист Украины (2015). Лауреат ряда международных конкурсов баянистов, в частности во Франции (1991) и Бельгии (1995 — Гран-При).

## Биография
В 1984 году окончил Одесскую госконсерваторию имени А. В. Неждановой (класс В. Евдокимова), а в 1991 году — ассистентуру-стажировку при Киевской консерватории (руководитель Н. Давыдов). С 1984 года преподаёт в Одесской музыкальной академии: с 2005 года — доцент, с 2015 года — профессор. Является автором монографий: «Украинский модерн-баян — феномен мирового искусства» (гриф МОН Украины, 2008), «Артистизм музыканта-инструменталиста» (2014).
В то же время с 1988 года — солист Одесской филармонии. Ергиев — один из представителей искусства модерна в игре на баяне, пионер украинского модерн-баяна. Вместе с женой Еленой Ергиевой (скрипка) создал уникальный камерный дуэт «Каданс». Исполнитель написанных и посвящённых ему произведений С. Беринского, Е. Станковича, Л. Самодаевой, А. Щетинского, К. Цепколенко, И. Тамульониса, Р. де Смета и др. Гастроли с сольными концертами и в составе дуэта в России, Монголии, Кыргызстане, Грузии, Литве, Канаде, Германии, Италии, Франции, Бельгии, Нидерландах, Испании, Швейцарии. Имеет фондовые записи. Представил видеоинсталляцию «Авангардное исполнительское искусство» (Киев, 1995). Автор музыки для баяна, камерных ансамблей, хора, камерного оркестра.
За весомые творческие достижения, профессиональное исполнительское мастерство, значительный личный вклад в развитие национального музыкального искусства и отечественной науки Ергиев был награждён почётными грамотами Одесского городского совета (2008 год), Одесской областной государственной администрации (2004, 2005, 2009, 2010 годы), почётным «Знаком благодарности» Одесского городского совета (2010 год), медалью и наградой «Человек года» ассоциации болгар Украины (2010 год).